# Mark (modello)
La parola Mark (abbreviata Mk o M), seguita da un numero, è usata - in particolare nei paesi di lingua inglese -  per designare un prodotto all'interno di una linea di produzione: indica il livello di avanzamento, il grado di sviluppo di un macchinario, ed è dunque un sinonimo di Modello, Tipo, Versione (la parola inglese Mark può essere tradotta in italiano con diversi significati: marchio, segno, traccia, etichetta, impronta, valutazione e voto). 
Per estensione, espressioni come Mark I, Mark II e simili sono diventate, in certi casi, nomi propri. 

## Esempi di prodotti
- Harvard Mark I, primo calcolatore digitale statunitense
- Harvard Mark II, successore dell'Harvard Mark I
- Canon 5D Mark II o Mark III, macchine fotografiche DSLR della Canon
- Mark I, primo carro armato britannico
- Jaguar Mark 1, Jaguar Mark 2, Jaguar Mark X, Jaguar Mark IX, modelli di automobili prodotti dalla Jaguar
- Mk 24, Mk 46, Mk 50, modelli di siluro
- SG-1000 Mark III, console per videogiochi della SEGA
- Mark 36 SRBOC, lanciarazzi
- M16, fucile d'assalto
- Fender Rhodes Mark II, piano elettrico